# Urho Peltonen
Urho Pellervo Peltonen (født 15. januar 1893, død 4. maj 1950) var en finsk atlet, som deltog i tre olympiske lege i begyndelsen af 1900-tallet.

## Sportskarriere
Peltonen stillede op i begge spydkastkonkurrencer ved OL 1912 i Stockholm. I normal spydkast blev han nummer ni, hvorpå han i den udgave, hvor der blev kastet med begge hænder (denne disciplin blev kun afholdt ved dette OL), kastede 100,24 m som tredjebedste i kvalifikationsrunden. Planen var, at de tre bedste skulle kaste igen i en finale, men da de tre bedste alle var fra Finland, blev de enige om at lade resultatet fra indledende runde gælde, og dette blev godkendt. Olympisk mester blev dermed Julius Saaristo, der kastede 109,42 m, mens Väinö Siikaniemi fik sølv med 101,13 m og Peltonen bronze med 100,24 m.
Han var i mange år i den finske elite i spydkast og vandt to finske mesterskaber i normal spydkast og fem gange med begge hænder. I 1913 satte han verdensrekord i kast med begge hænder med 109,93 (57,96 og 51,97) m.
Han deltog derpå ved OL 1920 i Antwerpen, hvor han var bedst i kvalifikationsrunden med 63,605 m (olympisk rekord), men i finalerunden forbedrede han ikke dette resultat, mens landsmanden Jonni Myyrä (regerende verdensrekordindehaver) her kastede 65,780 m og dermed fik guld. Peltonens resultat var nok til sølv, mens endnu en finne, Paavo Johansson, fik bronze med 63,095 m.
Peltonen deltog en sidste gang i spydkast ved OL 1924 i Paris, hvor han blev nummer syv.
Hans bedste resultat i normal spydkast var 64,35 m, som han kastede i 1916.

## Øvrige karriere
Peltonen blev siden official for det internationale atletikforbund, og han skrev bogen Olympialaiskisat Los Angelesissa 1932 om OL 1932.